# Liste der Bodendenkmäler in Reichertshausen
Auf dieser Seite sind die Bodendenkmäler in der oberbayerischen Gemeinde Reichertshausen zusammengestellt. Diese Tabelle ist eine Teilliste der Liste der Bodendenkmäler in Bayern. Grundlage ist die Bayerische Denkmalliste, die auf Basis des Bayerischen Denkmalschutzgesetzes vom 1. Oktober 1973 erstmals erstellt wurde und seither durch das Bayerische Landesamt für Denkmalpflege geführt wird. Die folgenden Angaben ersetzen nicht die rechtsverbindliche Auskunft der Denkmalschutzbehörde.

## Bodendenkmäler der Gemeinde

### Bodendenkmäler in der Gemarkung Langwaid
| Lage                                 | Objekt | Akten-Nr.     | Bild           |
| ------------------------------------ | --- | ------------- | -------------- |
| Langwaid (Standort)                  | Grabhügel vorgeschichtlicher Zeitstellung. Siehe auch: Hügelgrab                                                                            | D-1-7534-0105 |                |
| Langwaid (Standort)                  | Grabhügel vorgeschichtlicher Zeitstellung.                                                                                                  | D-1-7534-0106 |                |
| Langwaid Am Kirchberg 11a (Standort) | Mittelalterliche und frühneuzeitliche Befunde im Bereich der katholischen Filialkirche St. Johannes der Täufer in Haunstetten bei Langwaid. | D-1-7534-0107 | weitere Bilder |
| Langwaid (Standort)                  | Grabhügel vorgeschichtlicher Zeitstellung.                                                                                                  | D-1-7534-0194 |                |

### Bodendenkmäler in der Gemarkung Paindorf
| Lage                | Objekt | Akten-Nr.     | Bild           |
| ------------------- | --- | ------------- | -------------- |
| Paindorf (Standort) | Grabhügel vorgeschichtlicher Zeitstellung.                                                                                 | D-1-7534-0112 |                |
| Paindorf (Standort) | Mittelalterliche und frühneuzeitliche Befunde im Bereich der katholischen Filialkirche St. Martin in Ilmberg bei Paindorf. | D-1-7534-0187 |                |
| Paindorf (Standort) | Mittelalterliche und frühneuzeitliche Befunde im Bereich der katholischen Filialkirche St. Nikolaus in Paindorf.           | D-1-7534-0188 | weitere Bilder |

### Bodendenkmäler in der Gemarkung Pischelsdorf
| Lage                                       | Objekt | Akten-Nr.     | Bild           |
| ------------------------------------------ | --- | ------------- | -------------- |
| Pischelsdorf St.-Michael-Weg 10 (Standort) | Mittelalterliche und frühneuzeitliche Befunde im Bereich der katholischen Filialkirche St. Michael in Pischelsdorf. | D-1-7534-0104 | weitere Bilder |

### Bodendenkmäler in der Gemarkung Reichertshausen
| Lage                                      | Objekt | Akten-Nr.     | Bild           |
| ----------------------------------------- | --- | ------------- | -------------- |
| Reichertshausen Schloßstraße 7 (Standort) | Mittelalterliche und frühneuzeitliche Befunde im Bereich des Wasserschlosses in Reichertshausen.                      | D-1-7535-0070 | weitere Bilder |
| Reichertshausen irchenweg 2 (Standort)    | Mittelalterliche und frühneuzeitliche Befunde im Bereich der katholischen Pfarrkirche St. Stephan in Reichertshausen. | D-1-7535-0086 | weitere Bilder |

### Bodendenkmäler in der Gemarkung Steinkirchen
| Lage                                   | Objekt | Akten-Nr.     | Bild           |
| -------------------------------------- | --- | ------------- | -------------- |
| Steinkirchen Hauptstraße 19 (Standort) | Mittelalterliche und frühneuzeitliche Befunde im Bereich der katholischen Pfarrkirche St. Anna in Steinkirchen und ihrer Vorgängerbauten. | D-1-7534-0182 | weitere Bilder |
| Steinkirchen (Standort)                | Grabhügel vorgeschichtlicher Zeitstellung.                                                                                                | D-1-7534-0183 |                |
| Steinkirchen (Standort)                | Grabhügel vorgeschichtlicher Zeitstellung.                                                                                                | D-1-7534-0184 |                |